# 詩花すず
詩花 すず（うたはな すず、2月24日 - ）は、宝塚歌劇団星組に所属する娘役。
千葉県千葉市、玉川聖学院高等部出身。身長159cm。愛称は「ゆい」、「すずちゃん」。

## 来歴
2019年4月、宝塚音楽学校入学。
2021年3月、宝塚音楽学校を卒業し、第107期生として宝塚歌劇団に入団。入団時の成績は24番。6月、宙組宝塚大劇場公演「シャーロック・ホームズ／Délicieux!」で初舞台。公演終了後、星組に配属。
2024年のショー「Tiara Azul －Destino－」で、初のエトワールに抜擢。

## 人物
従姉は元月組トップ娘役の美園さくら

## 主な舞台

### 初舞台
- 2021年6 - 8月、宙組『シャーロック・ホームズ-The Game Is Afoot!-／Délicieux（デリシュー）!-甘美なる巴里-』（宝塚大劇場のみ）

### 星組時代
- 2021年9 - 12月、『柳生忍法帖／モアー・ダンディズム!』
- 2022年4 - 7月、『めぐり会いは再び next generation-真夜中の依頼人（ミッドナイト・ガールフレンド）-／Gran Cantante!!』 - 新人公演：アリア（本役：瞳きらり）[注釈 1]
- 2022年11 - 2023年2月、『ディミトリ〜曙光に散る、紫の花〜／JAGUAR BEAT-ジャガービート-』 - 新人公演：幼少ディミトリ（本役：美玲ひな）
- 2023年4月、『Stella Voice』（宝塚バウホール）
- 2023年6 - 8月、『1789-バスティーユの恋人たち-』[注釈 1]
- 2023年10 - 11月、『My Last Joke－虚構に生きる－』（宝塚バウホール）
- 2024年1 - 4月、『RRR×TAKA"R"AZUKA〜√Bheem〜／VIOLETOPIA』[注釈 1]
- 2024年6月、『夜明けの光芒』（ドラマシティ・東京建物 Brillia HALL）
- 2024年8 - 12月、『記憶にございません!／Tiara Azul －Destino－』 - 新人公演：ミス・サクランボ（本役：鳳花るりな） 初エトワール
- 2025年4 - 8月、『阿修羅城の瞳／エスペラント！』 - 新人公演：吽餓羅（本役：紫りら）
- 2025年9 - 10月、『ダンサ セレナータ／Tiara Azul －Destino－ II』 - パトリシア（全国ツアー）
- 2026年1 - 4月、『恋する天動説／DYNAMIC NOVA』